# یانوشو
یانوشو (به لاتین: Januszew) یک روستا در لهستان است که در گمینا مووجشن واقع شده‌است.